# ГАЕС Гранд-Бісорт
ГАЕС Гранд-Бісорт (Бісорт 2, 3) (фр. Centrale de Bissorte) — гідроакумулююча електростанція на південному сході Франції, у сточищі річки Арк (ліва притока Ізеру, який в свою чергу є лівою притокою Рони).
Станцію спорудили у 1980-х роках з використанням споруд уже наявних гідроенергетичних об'єктів. Так, як верхній резервуар використовується водосховище площею поверхні 1,16 км2 та об'ємом 39,5 млн м3, створене ще у 1930-х для ГЕС Бісорт. Його утримує бетонна гравітаційна гребля з мурованим захисним облицюванням висотою 63 метри, довжиною 545 метрів та товщиною від 5 до 55 метрів, будівництво якої потребувало 305 тис. м3 матеріалу. Як нижній резервуар використовується водойма Pont des Chèvres, яка працює на ГЕС Saussaz. Вона утворена на Арку за допомогою дамби висотою 14,5 метра з двома шлюзами для перепуску води та має об'єм 1,5 млн м3.
Підземні машинні зали станцій Бісорт 2 та 3 (разом мають назву Гранд-Бісорт), введених в експлуатацію у 1986 та 1987 роках відповідно, розташовані поряд один з одним та дещо нижче від залу ГЕС Бісорт. Основне обладнання Bissorte 2 становлять чотири оборотні турбіни потужністю по 150 МВт, які працюють при напорі від 1072 до 1194 метрів у турбінному режимі та забезпечують підйом води на висоту від 1120 до 1217 метрів у насосному режимі. Бісорт 3 має одну турбіну типу Пелтон такою ж потужністю 150 МВт. Кожен машинний зал пов'язує з верхнім резервуаром власна напірна галерея.
Комплекс Гранд-Бісорт виробляє приблизно 1,5 млрд кВт-год на рік (враховуючи гідроакумуляційний компонент).
Зв'язок з енергосистемою відбувається по ЛЕП, що працює під напругою 400 кВ.